# Теніоз
Теніо́з (лат. taeniosis, англ. taeniasis, pig tapeworm infection, застаріле — теніоз кишок) — біогельмінтоз, який спричинює статевозрілий свинячий (озброєний) ціп'як. Інвазія проявляється кишковими розладами. У людини можуть паразитувати проміжні форми цього гельмінта, які спричинюють цистицеркоз. Інвазію відносять до групи Теніазів / Теніїдозів (згідно МКХ-10, код В.68).

## Історичні відомості
Яйця теніїд були знайдені у копролітах хижих хребетних, які знаходились у породах, що утворились 270 млн років тому. Перші письмові згадки про теніоз відносяться до XVI століття до нашої ери (папіруси часів фараона Аменхотепа I). Перші медико-біологічні описи стрічкових гельмінтів були зроблені англійським лікарем Е. Тісоном у 1683 році. Відмінності цього гельмінта від бичачого ціп'яка схарактеризував в 1784 році німецький зоолог, пастор Йоганн Геце. У 1845 році французький біолог Фелікс Дюжарден продемонстрував як з цистицерків утворюються зрілі гельмінти Taenia solium. Пріоритет у розшифровці життєвого циклу збудника належить німецькому лікарю Ф. Кюхенмайстеру.

## Актуальність
Поширений теніоз повсюдно, окрім Австралії та деяких островів Океанії. Найбільшу захворюваність реєструють в Індії, Північному Китаї, Африці та Південній Америці, що певним чином відображає відповідні харчові уподобання та релігійні заборони. В Україні гельмінтоз нечасто зустрічається в різних регіонах.
Це один з 4-х гельмінтозів в Україні, коли заражені самі можуть побачити у себе збудника його — гельмінта (при пасивному виділенні з випорожненнями окремих частин свинячого ціп'яка).

## Етіологія

### Класифікація

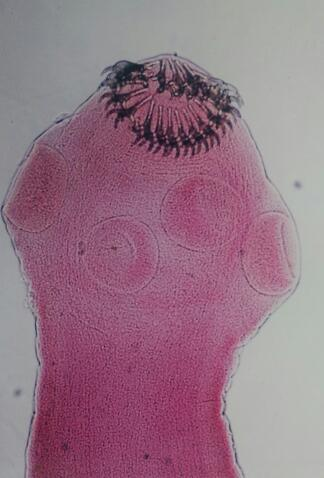
Озброєний гаками сколекс Taenia solium.

Збудник інвазії, що зумовлена свинячим ціп'яком, — Taenia solium, який відносять до роду Taenia, класу Cestoidea, типу Plathelminthes. Назва Taenia solium утворена комбінацією слів лат. Tainia — стрічка, solium — сидіння.

### Будова
Свинячий ціп'як є великим стрічковим гельмінтом, стробіла (тіло) довжиною сягає до 2-4 метрів. Число проглотид (сегментів тіла) від 800 до 1000. Невеличкий сколекс (голівка) має 4 хрестоподібно розташовані присоски і хоботок, на якому знаходиться подвійна «корона» з 22-32 гаків. Зріла проглотида не має активної рухливості, заповнена маткою, що містить до 50 000 яєць. Яйця практично не відрізняються від яєць бичачого ціп'яка і містять цілком сформований інвазійних зародок (онкосферу).

### Життєвий цикл

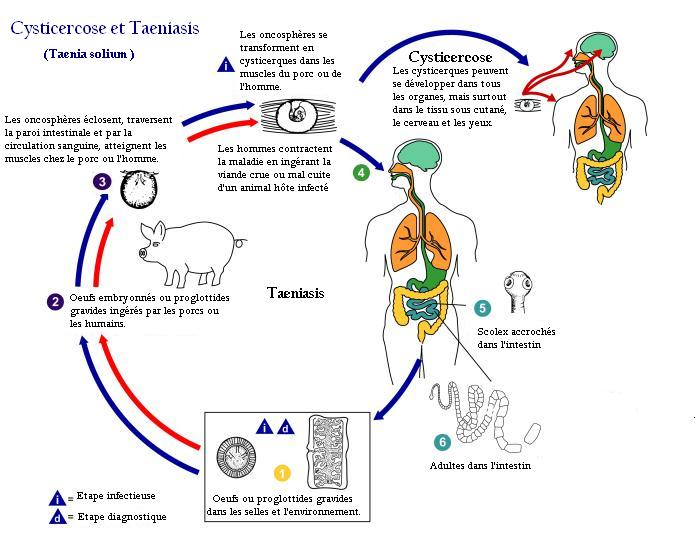
Життєвий цикл Taenia solium.

Розвиток ціп'яка свинячого відбувається зі зміною хазяїв. Остаточний хазяїн — людина, в тонкому кишечнику якого паразитує статевозріла форма гельмінта. В організмі проміжного хазяїна (свині, рідше собаки, кішки, вівці, люди) зародки звільняються з яєць, проникають в кишкову стінку і кров їх розносить (гематогенно) по всьому організму. Через 24-72 години онкосфери осідають переважно в міжм'язовій сполучній тканині, де через 2 місяці перетворюються на фіни (цистицерки). Цистицерки зберігають життєздатність до 5 років.
Детальніші відомості з цієї теми ви можете знайти в статті Ціп'як свинячий.

## Епідеміологічні особливості

### Джерело інфекції
Джерело інвазії — людина, що є кінцевим хазяїном гельмінта, виділяє з фекаліями проглотиди та яйця гельмінта. Забруднення ними довкілля призводить до зараження проміжних хазяїв. Свині заражаються внаслідок копрофагії та всеїдності.

### Механізм і фактори передачі
Механізм зараження при теніозі — оральний, шлях передачі — харчовий. Люди заражаються при вживанні в їжу недостатньо термічно обробленого м'яса свиней і рідше — диких кабанів. Найбільшу небезпеку становить свинина, що не пройшла ветеринарний контроль.

### Сприйнятливість та імунітет
Сприйнятливість дуже висока, сільські жителі хворіють частіше. В Україні підвищення рівня захворюваності відбувається, як і при теніаринхозі, в осінньо-зимовий період. Імунітет не прояснений.

## Патогенез
Після вживання фінозної свинини цистицерки перетворюються на дорослих паразитів в кишечнику людини. Під дією травного соку і жовчі відбувається вивільнення онкосфери, сколекс ціп'яка за допомогою присосок і гаків досить міцно прикріплюється до слизової оболонки кишечника. Надалі зміни його локалізації, як при теніаринхозі, не відбувається. Паразит починає зростати, формуючи стробілу з проглотидами, і через 2-2,5 місяці досягає своєї зрілості, починаючи виділяти з фекаліями окремі проглотиди,, але частіше куски стробіли (часто по 5-6 проглотид одразу) та яйця. Провідну роль у патологічному процесі відіграють токсико-алергічні реакції, механічне подразнення слизової оболонки присосками й гаками, поглинання гельмінтами поживних речовин хазяїна.

## Клінічні прояви
Згідно МКХ-10 виділяють «Інвазію, яку спричинює Taenia solium» під кодом В68.0. При теніозі клінічні прояви нерідко відсутні, а інвазія проявляється лише тим, що хворі періодично спостерігають у фекаліях шматки стробіли або окремі проглотиди. Активне виповзання проглотид з кишечника, як при теніаринхозі, не відбувається. У клінічно виражених випадках спостерігають розлади функції кишечника, нудоту, блювання, біль у животі, слабкість, запаморочення, періодичний головний біль, порушення сну, схуднення. Іноді теніоз супроводжується ознаками гіпохромної анемії.

## Ускладнення

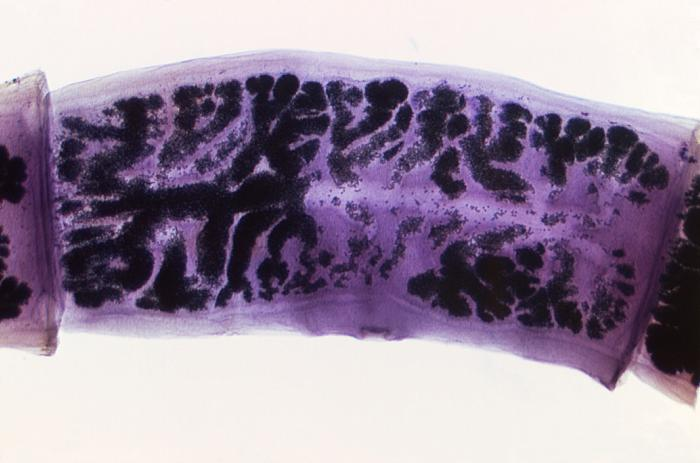
Детальна морфологія проглотиди Taenia solium (мікрофотографія, світлова мікроскопія, збільшено у 8 разів). На відміну від проглотиди бичачого ціп'яка проглотида свинячого ціп'яка має 7-13 бокових відгалужень всередині, тоді як у бичачого 12-30.

При закручуванні протяжної стробіли в кишечнику можлива механічна кишкова непрохідність, в місці прикріплення сколекса — перфорація кишкової стінки, перитоніт, запалення слизової оболонки.

## Діагностика
Так само при рентгенологічному дослідженні кишок з барієм, як і при теніаринхозі, свинячий ціп'як можу бути інколи простежений. Яйця свинячого ціп'яка морфологічно не відрізняються від яєць бичачого ціп'яка, тому виявлення лише яєць теніїд вимагає подальшого діагностичного пошуку проглотид та їх подальшої ідентифікації.

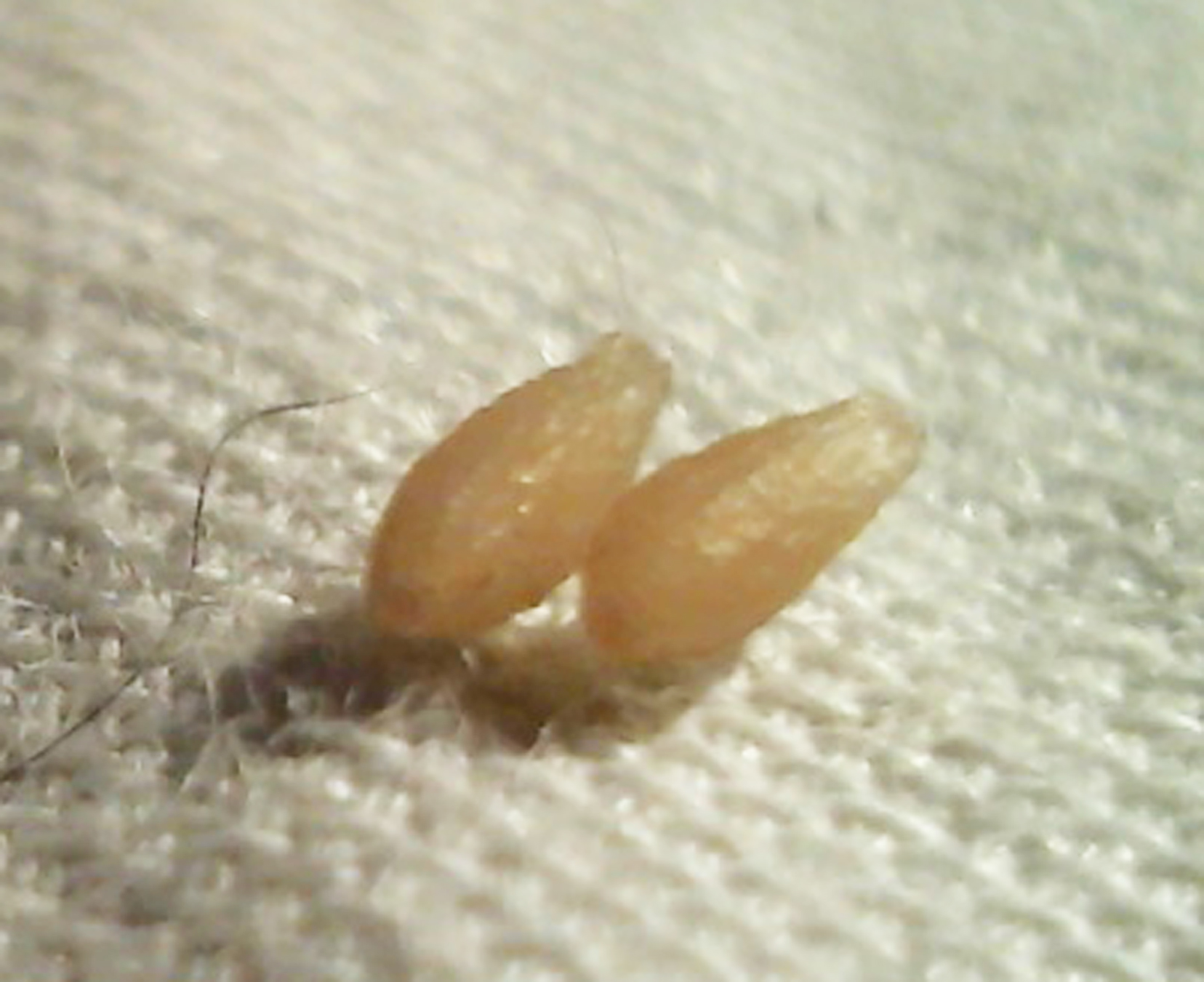
Засохлі поза кишечником проглотиди Taenia solium.

## Лікування
Дегельмінтизацію проводять виключно у стаціонарі препаратом вибору — празиквантелем. Його призначають після добового обмеження прийому грубої їжі, багатої на клітковину. Дозу обраховують з розрахунку 25-40 мг на 1 кг маси тіла, її поділяють на 2 прийоми з інтервалом 4-6 годин. Контролюють ефективність проведеного лікування через 5 та 6 місяців. Інші антицестодні засоби, які використовують в розвинених країнах (наприклад, ніклозамід), на даний час в Україні не зареєстровані.

## Профілактика
Включає в себе проведення медико-санітарних заходів (виявлення осіб, інвазованих свинячим ціп'яком, їх дегельмінтизація, проведення санітарно-гігієнічних заходів, спрямованих на попередження забруднення зовнішнього середовища фекаліями хворих на теніоз) і ветеринарних заходів (проведення ветеринарної експертизи на м'ясокомбінатах, продовольчих ринках). При виявленні великої кількості фін у зрізах свинини м'ясо утилізують, при невеликій кількості — знешкоджують шляхом заморожування. Дотримання технології приготування м'ясних продуктів запобігає зараженню на інвазію, яку спричинює Taenia solium. Знешкодження фін (загибель цистицерків) в м'ясі настає при температурі +56°С протягом 5 хвилин. Охолодження й соління протягом тривалого часу або заморожування при температурі −10°С протягом 12 днів також призводять до загибелі цистицерків.